# Bikini Time Machine
Pour plus de détails, voir Fiche technique et Distribution.
Bikini Time Machine est un téléfilm américain écrit et réalisé par Fred Olen Ray, diffusé en 2011.

## Synopsis
Deux serveuses sont payées par un médecin louche pour faire des expériences de voyage dans le temps. 
Mais ces voyages ont un effet secondaire particulier, ils font perdre leur self-control aux filles.

## Fiche technique
- Titre : Bikini Time Machine / Rewind Time Machine
- Réalisation : Fred Olen Ray (crédité comme Nicholas Juan Medina)
- Scénario : Fred Olen Ray
- Producteur :
- Production :
- Distributeur :
- Monteur : Dean McKendrick
- Musique :
- Pays d'origine :  États-Unis
- Langue d'origine : Anglais américain
- Lieux de tournage : Los Angeles, Californie, États-Unis
- Genre : Comédie érotique
- Durée : 81 minutes
- Date de sortie :
  -  États-Unis : 15 mars 2011
  -  Japon : 3 février 2012

## Distribution
- Joslyn James : Lara
- Kylee Nash : Sara
- Jenna Presley : Kandy
- Michael Gaglio : Prof. Wells (as Mike Gaglio)
- TJ Cummings : Teddy
- Ted Newsom : Watergate
- Trish Cook : Purvis
- Billy Chappell : Ken (as Tony Marino)
- Sal V. Miers : Potter
- Nick Manning : Hippy
- Tasha Reign : Marcia
- Sarah Vandella : Princess (as Sara Sloane)